# Čebínka (rozhledna)
Rozhledna Čebínka je ocelový stožár pro antény telefonního operátora na kopci Čebínka u obce Čebín v okrese Brno-venkov, který slouží také jako rozhledna. Základna stožáru leží v nadmořské výšce 432 m, výška stožáru je 38 m. Na vyhlídkovou plošinu ve výšce 30 m vede 161 schodů s 10 malými odpočívadly.
Stavba stožáru probíhala koncem roku 2002, v lednu 2003 byla kolaudována a 30. srpna 2003, u příležitosti 650. výročí založení obce Čebín, byla otevřena pro veřejnost. Provozovatelem rozhledny je obec Čebín. V roce 2021 byla rozhledna pro veřejnost z provozních důvodů do odvolání uzavřena.
Přístup k rozhledně je z obce Čebín po žluté turistické značce. Dohlédnout lze až do Dukovan, nebo na Pálavu. Výhled je rovněž na vyhlídkovou věž na Zlobici u Malhostovic.

## Galerie

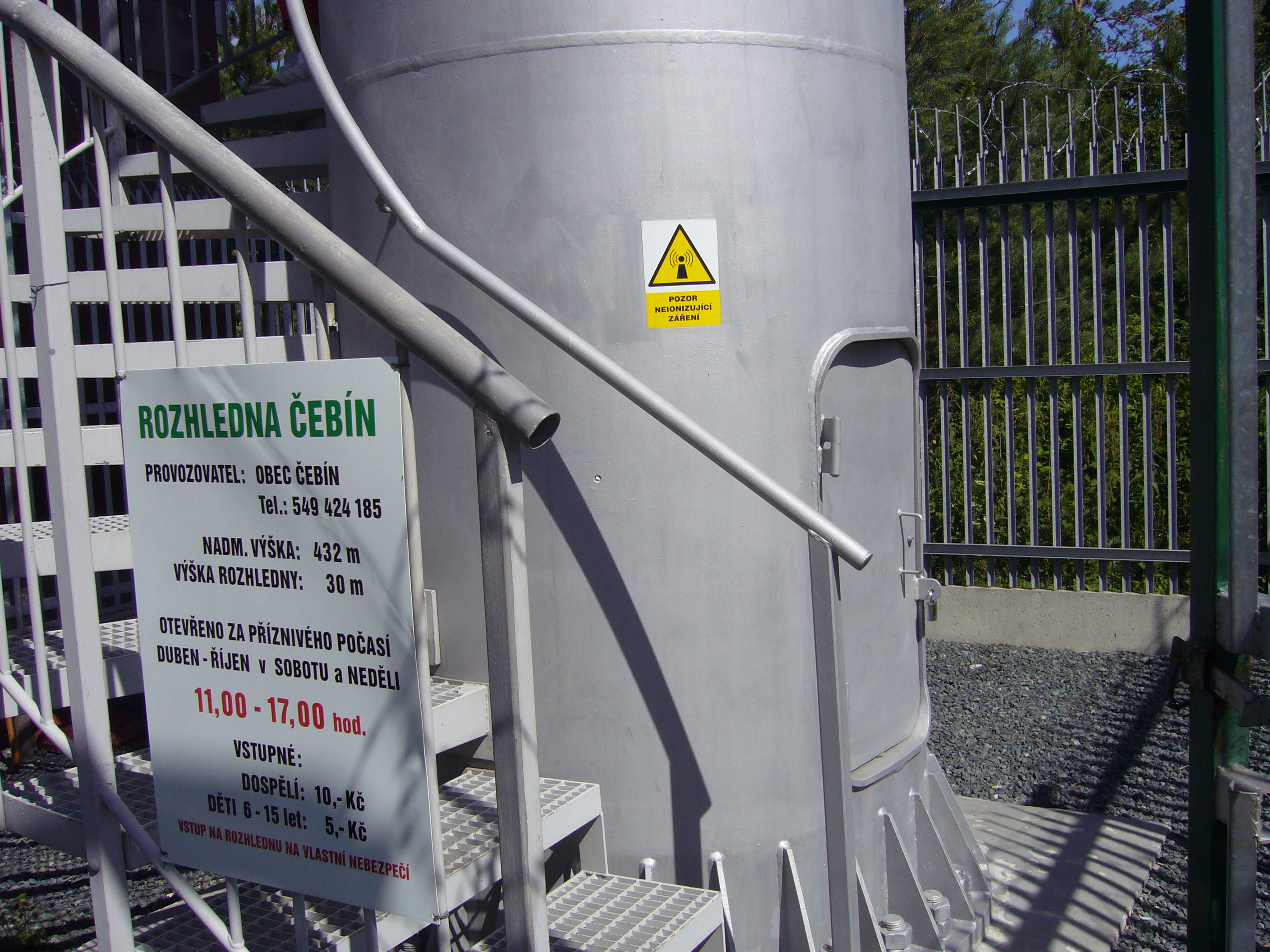
Informační tabule u paty rozhledny Čebínka
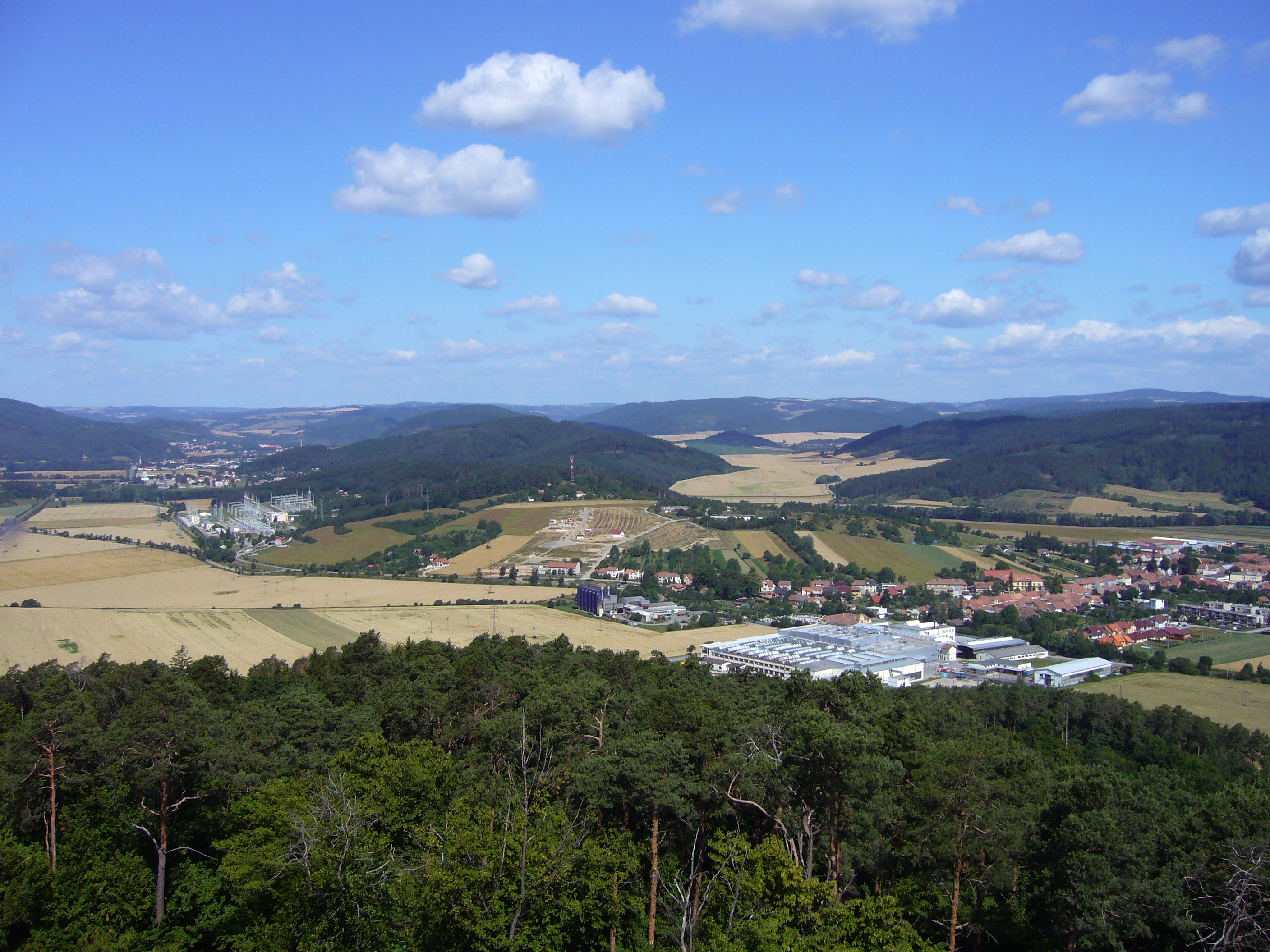
V popředí Drásov, za ním rozvodna Čebín, vzadu Tišnov a Předklášteří